# Jorge Guzmán
Jorge Luis „Vallarta” Guzmán Rodríguez (ur. 13 grudnia 2003 w Puerto Vallarta) – meksykański piłkarz występujący na pozycji skrzydłowego, od 2025 roku zawodnik Atlasu.